# Raja Fenske
Raja Jean Fenske (Rockville, 25 settembre 1994) è un attore statunitense famoso per aver interpretato il ruolo di Jake Behari nella serie televisiva Unfabulous. A volte è accreditato come RJ Fenske.

## Biografia
Fenske è nato a Rockville, nel Maryland. Sua madre è originaria di Chennai, in India, mentre da parte di padre ha origini tedesche e norvegesi. Fenske ha frequentato la Thousand Oaks High School in California. Nel settembre 2013, ha iniziato il suo primo anno alla California State University, Northridge, dove ha studiato BA - Cinema Television Arts - Emphasis Cinematography.

### Carriera
Dal 2004 al 2007 Fenske ha interpretato Jake Behari nella serie di Nickelodeon Unfabulous, incluso nel film televisivo di accompagnamento The Best Trip Ever, in cui finalmente inizia una relazione con la star principale dello show, Addie Singer (Emma Roberts).
È anche apparso come guest star in numerose serie popolari come Lizzie McGuire, CSI: Miami e 24. La sua apparizione nel 2003 in CSI: Miami gli è valsa una nomination agli Young Artist Awards. Nel 2009, ha prodotto e interpretato un cortometraggio, un thriller intitolato  Injustice.
Nel 2013, Fenske ha recitato in una nuova commedia chiamata Pendejo.

## Filmografia

### Attore

#### Cinema
- Bubble Boy, regia di Blair Hayes (2001)
- Spelling Bee, regia di Phil Dornfeld - cortometraggio (2004)
- Dharini, regia di Anupama Pradhan - cortometraggio (2007)
- Days of Wrath, regia di Celia Fox (2008)
- Mirror, regia di Paul Capra - cortometraggio (2008) Uscito in home video
- Injustice, regia di Michael Rich - cortometraggio (2009)
- Peep World, regia di Barry W. Blaustein (2010)
- House Party - La grande festa (House Party: Tonight's the Night), regia di Darin Scott (2013) Uscito in home video
- Pendejo, regia di Jairaj Walia (2013)

#### Televisione
- Lizzie McGuire – serie TV, 1 episodio (2002)
- CSI: Miami – serie TV, 1 episodio (2002)
- 24 – serie TV, 1 episodio (2003)
- Boomtown – serie TV, 1 episodio (2003)
- Codice Matrix (Threat Matrix) – serie TV, 1 episodio (2003)
- Unfabulous – serie TV, 34 episodi (2004-2007)

### Produttore
- Injustice, regia di Michael Rich - cortometraggio (2009)

## Riconoscimenti
- 2003 – Young Artist Awards
  - Nomination Best Performance in a TV Drama Series – Guest Starring Young Actor per CSI: Miami